# Église de la Sainte-Trinité de Jovkva
L'église de la Sainte-Trinité de Jovkva est classée comme monument national ukrainien et au Patrimoine mondial de l'UNESCO. Elle est située à Jovkva en Ukraine.
Construite en 1720, elle est en bois. Elle est utilisée par la communauté gréco-catholique.

## Voir aussi

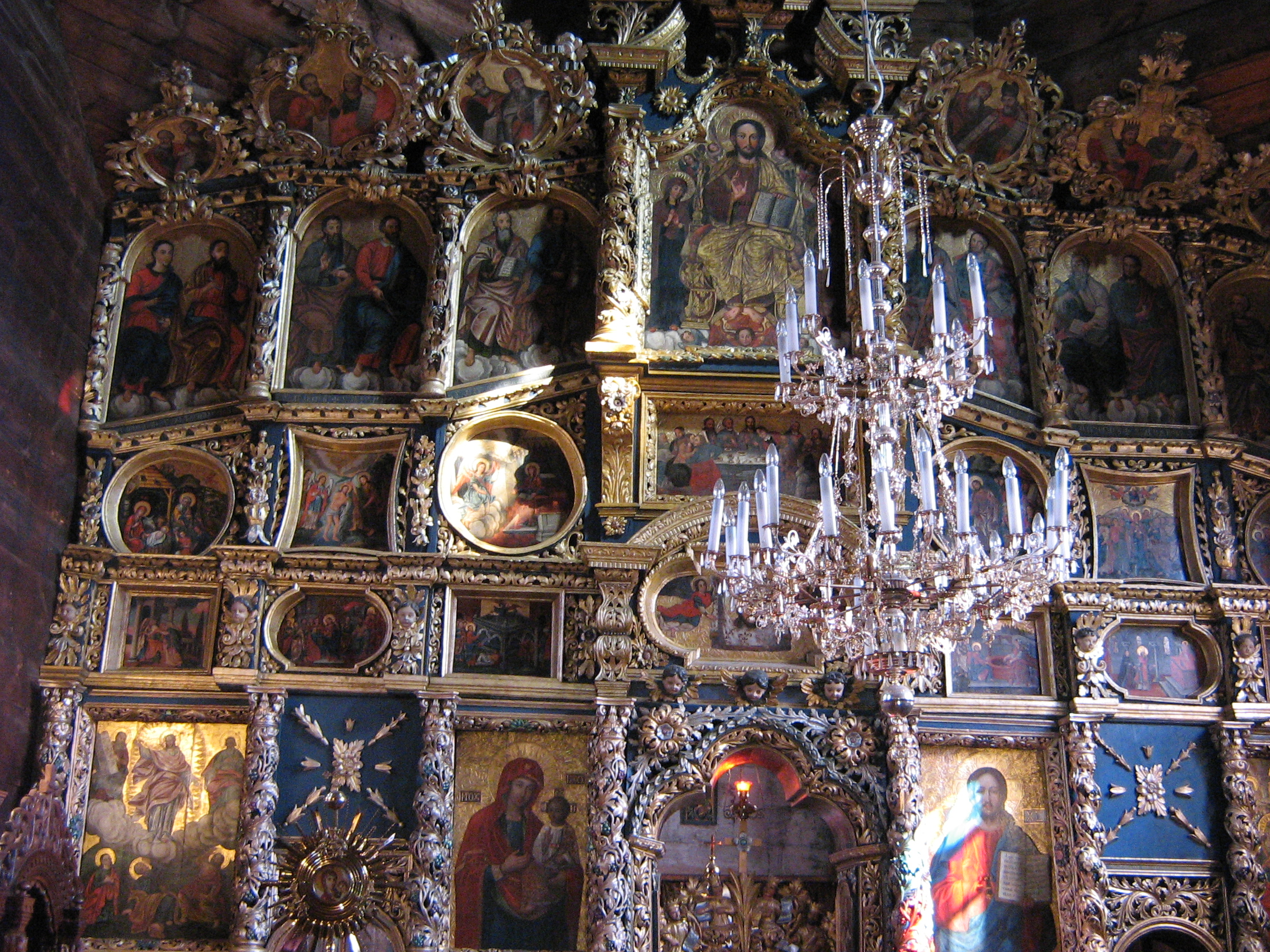
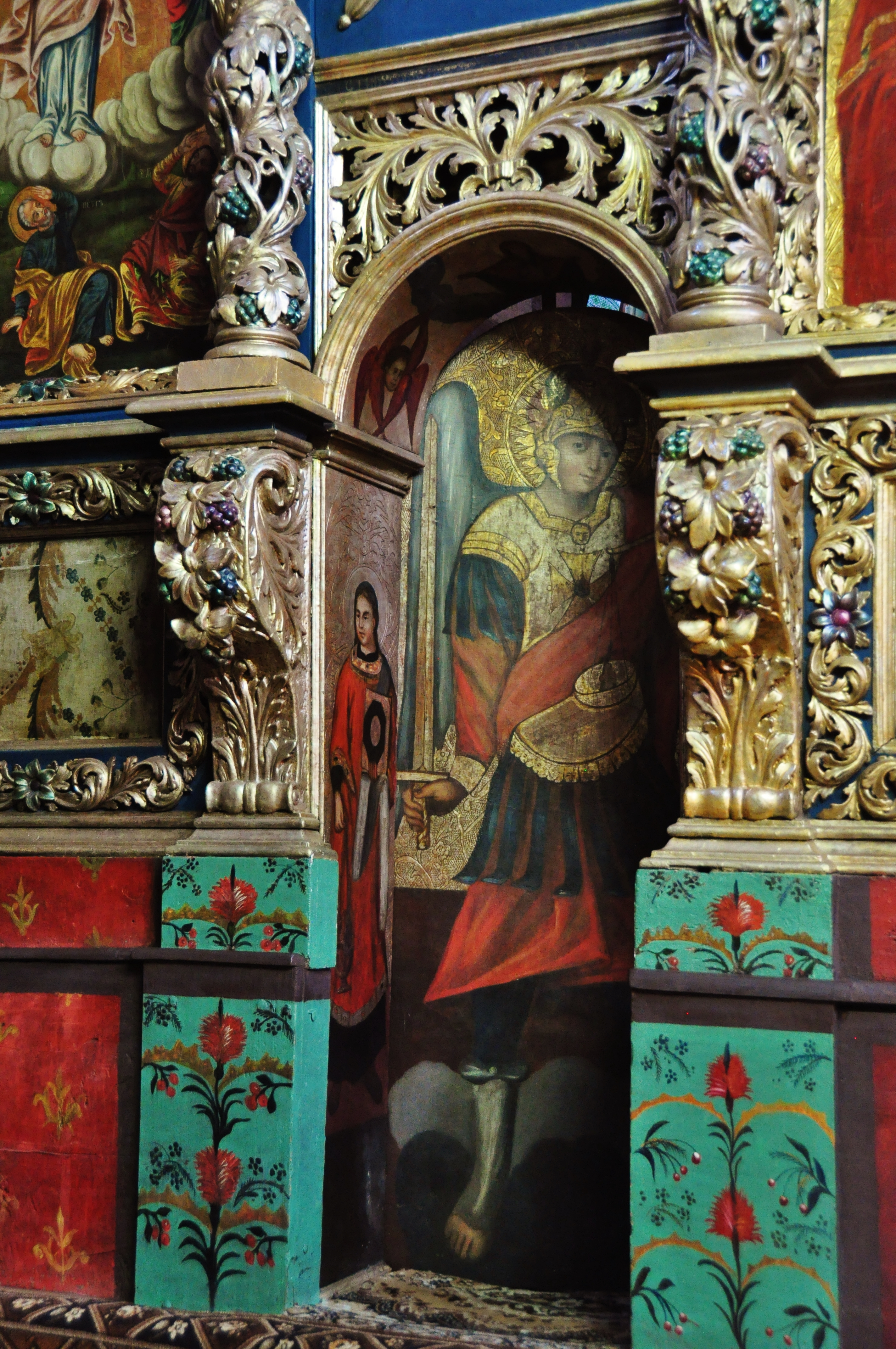
Michael
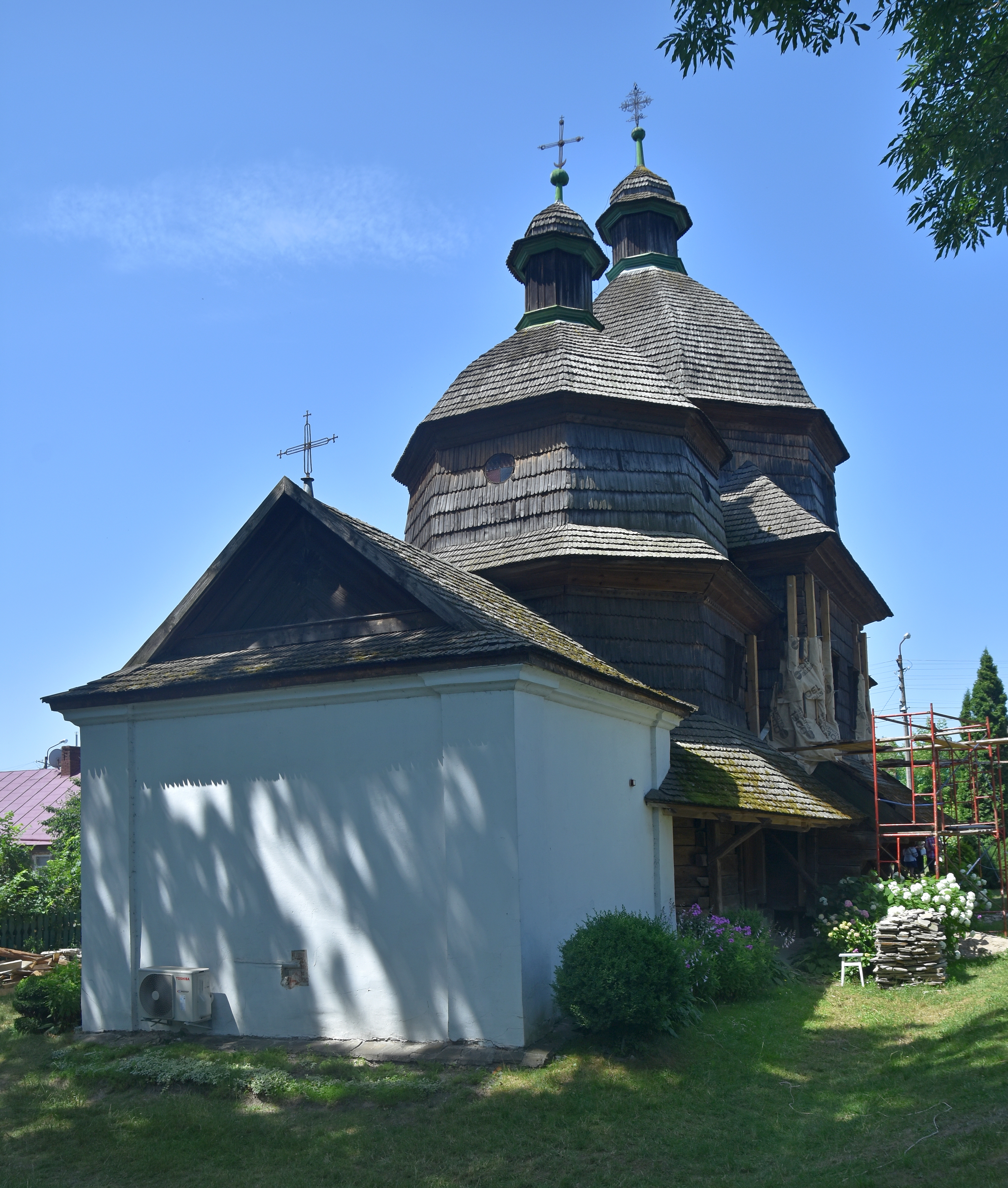
et son chevet.